# Kapelle (Obereubigheim)

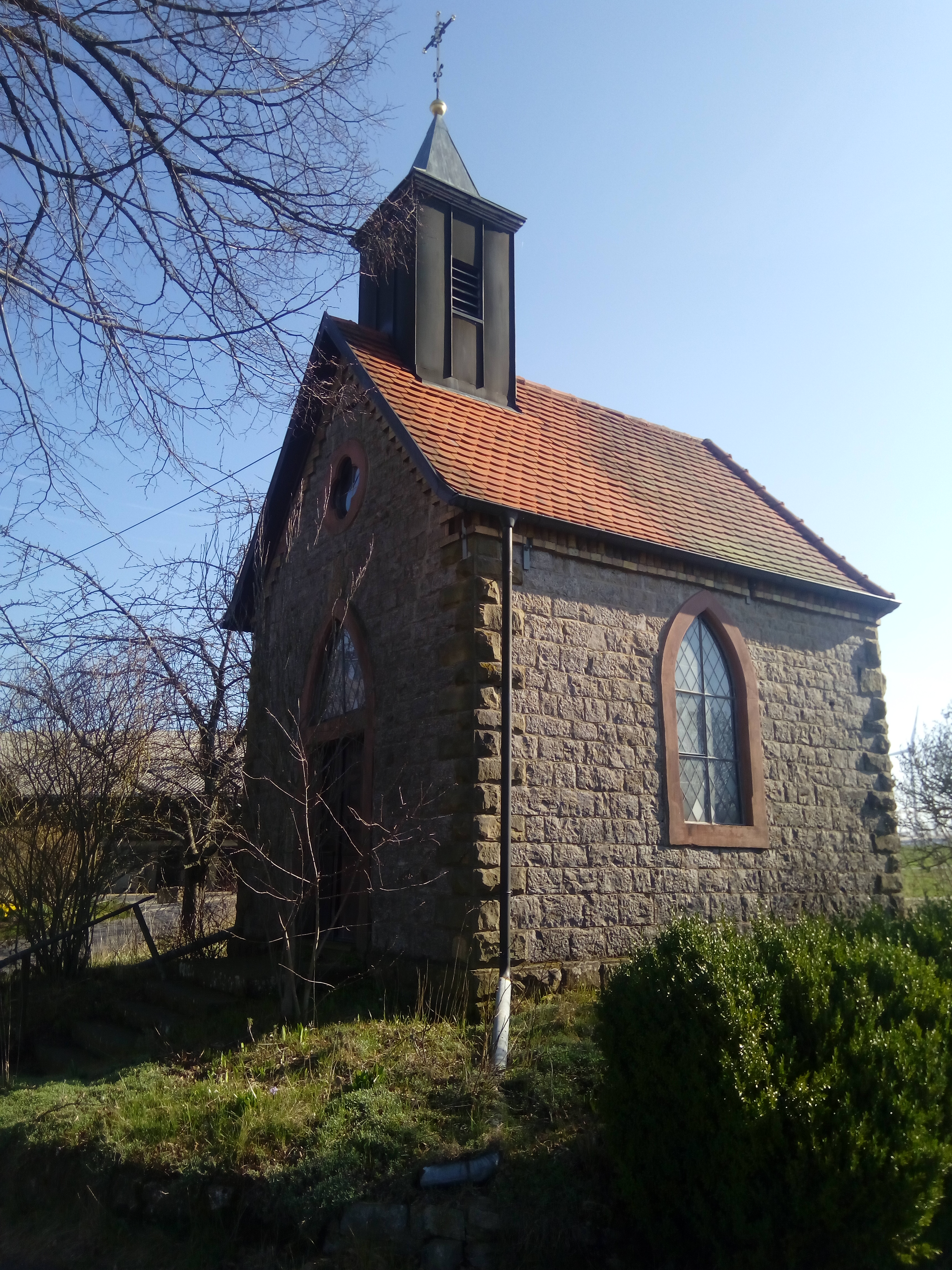
Blick auf die Kapelle in Obereubigheim

Die römisch-katholische Kapelle in Obereubigheim, einer Kleinsiedlung auf der Gemarkung des Ahorner Ortsteils Eubigheim im Main-Tauber-Kreis, wurde im Jahre 1888 errichtet. Es handelt sich um eine neugotische Kapelle mit Dachreiter. Das Bauwerk ist ein Kulturdenkmal der Gemeinde Ahorn.